# بلشفية

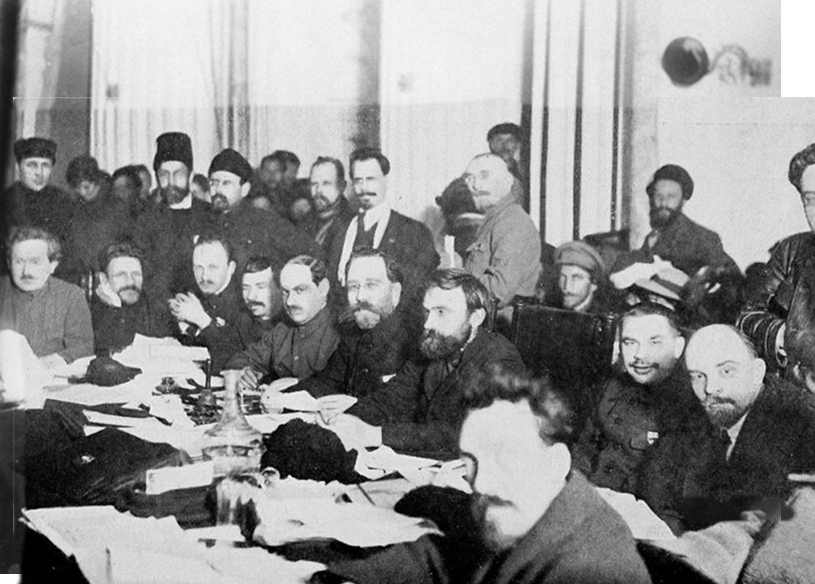
إحدى اجتماعات الحزب البلشفي. ويبدو لينين إلى يمين الصورة

البلشفية أو البلاشفة أو البلشفيك(بالروسية: большеви́к) التي تعني الكثرة أو الأكثرية وقد أطلقت جماعة الجناح اليساري من أنصار لينين في حزب العمال الاشتراكي الديمقراطي الروسي هذا التعبير على نفسها عام 1903. وكانوا يشكلون الأكثرية في الحزب، بينما سمي البقية بالمونشفيك (أي الأقلية)، وكانت الأكثرية تسعى للحل الثوري بينما الأقلية تسعى للتغيير السلمي.
إلى جانب هذا كون البلاشفة جيش يسمى بالجيش الأحمر الذي خاض حروب أهلية مع الجيش الأبيض وهذا الأخير الذي كان مدعم من الغرب (بريطانيا - فرنسا) وكانت الغلبة للبلاشفة حينها سيطر على الحكم في روسيا
في ظل الحكم الاشتراكي
وقد ظلت تلك الجماعة تعرف بهذا الاسم حتى بعد نجاح ثورة أكتوبر عام 1917 التي عرفت باسم الثورة البلشفية.

## تاريخ الانقسام

### إيديولوجية لينين في كتابه "ما العمل؟"
ساعد كتيب لينين السياسي «ما العمل؟»، الذي كتبه عام 1901، على تعجيل انشقاق البلاشفة عن المناشفة. نُشر الكتاب في ألمانيا عام 1902، لكن حظرت الرقابة الصارمة نشره وتوزيعه في روسيا. كانت إحدى النقاط الرئيسية في كتابات لينين أن الثورة لا يمكن تحقيقها إلا من خلال قيادة قوية ومحترفة مع تكريس عميق للمبادئ النظرية الماركسية لتمتد عبر روسيا بأكملها، والتخلي عما أسماه لينين «العمل الحرفي»، والاتجاه إلى عمل ثوري أكثر تنظيمًا. بعد أن نجحت الثورة المقترحة في الإطاحة بالحكم الروسي، تخلت هذه القيادة القوية عن السلطة وسمحت للحزب الاشتراكي بالسيطرة الكاملة ضمن مبادئ المركزية الديمقراطية. قال لينين إنه إذا لم يحتفظ الثوريون المحترفون بالتأثير على نضال العمال، فإن ذلك الكفاح سيبتعد عن هدف الحزب ويستمر تحت تأثير المعتقدات المعارضة أو حتى بعيدًا عن الثورة تمامًا.
أظهر الكتيب أيضًا أن رؤية لينين للمثقفين الاشتراكيين تتماشى مع النظرية الماركسية. فمثلًا، وافق لينين على الفكرة الماركسية المتمثلة في اختفاء الطبقات الاجتماعية وعلى «اضمحلال الدولة» في نهاية المطاف. اعتبر معظم أعضاء الحزب أن المعاملة غير المتساوية للعمال غير أخلاقية وكانوا مخلصين لفكرة مجتمع لا طبقي تمامًا. أظهر هذا الكتيب أيضًا أن لينين عارض مجموعة أخرى من الإصلاحيين، يُعرفون باسم «الاقتصاديين»، الذين كانوا يؤيدون الإصلاح الاقتصادي وترك الحكومة بدون تغييرات نسبيًا، والذين من وجهة نظر لينين فشلوا في إدراك أهمية توحيد السكان العاملين وراء قضية الحزب. 

### مؤتمر الحزب الثاني
في المؤتمر الثاني لحزب العمل الاشتراكي الديمقراطي الروسي الذي عقد في بروكسل ثم لندن خلال أغسطس 1903، اختلف لينين وجوليوس مارتوف حول قواعد عضوية الحزب. أراد لينين، الذي كان يدعمه جورجي بليخانوف، قَصر العضوية على أولئك الذين دعموا الحزب بكامل وقتهم وقدموا طاعة كاملة لقيادة الحزب المنتخبة. أراد مارتوف توسيع العضوية لتشمل أي شخص «يعترف ببرنامج الحزب ويدعمه بالوسائل المادية ومن خلال المساعدة الشخصية المنتظمة تحت إشراف إحدى منظمات الحزب». اعتقد لينين أن خطته ستطور مجموعة هامة من الثوريين المحترفين الذين سيكرسون وقتهم الكامل وطاقتهم لتطوير الحزب إلى منظمة قادرة على قيادة ثورة بروليتارية ناجحة ضد الاستبداد القيصري.
كانت قاعدة الأعضاء النشطين وذوي الخبرة هي أرض التوظيف لهذه النواة المهنية. تُرك المتعاطفون في الخارج ونُظم الحزب على أساس مفهوم المركزية الديمقراطية. واتفق معه مارتوف، الذي كان حتى ذلك الحين صديقًا مقربًا للينين، على أن جوهر الحزب يجب أن يتكون من ثوريين محترفين، لكنه جادل بأن عضوية الحزب يجب أن تكون مفتوحة للمتعاطفين والعمال الثوريين وغيرهم ممن يريد الانضمام إلى الحزب. اختلف الاثنان حول هذه القضية في وقت مبكر من مارس إلى مايو 1903، ولكن لم تصل الخلافات بينهما إلى أوجها أو تتسبب في انقسام الحزب حتى المؤتمر. في البداية، بدا الخلاف طفيفًا ومستوحلى من النزاعات الشخصية. مثل إصرار لينين على إسقاط أعضاء هيئة التحرير الأقل نشاطًا من صحيفة إيسكرا أو دعم مارتوف للجنة المنظمة للمؤتمر الذي عارضه لينين. نمت الخلافات وأصبح الانقسام أمرًا محتومًا.
ونشأت الاضطرابات الداخلية حول الهيكل السياسي الأنسب للسلطة السوفيتية. وناقش ذلك في كتابه «ما العمل؟» اعتقد لينين اعتقادًا راسخًا أن هناك حاجة إلى هيكل سياسي صارم لبدء ثورة رسمية بشكل فعال. قوبلت هذه الفكرة بمعارضة من الحلفاء المقربين، بما في ذلك مارتوف، وبليخانوف، وفيرا زاسوليتش، وليون تروتسكي، وبافيل أكسلرود. نشأ الخلاف الرئيسي بين بليخانوف ولينين حول موضوع تأميم الأرض أو تركها للاستخدام الخاص. أراد لينين التأميم للمساعدة في التنظيم الجماعي في الاتحاد السوفييتي، في حين اعتقد بليخانوف أن دافع العمال سيظل أعلى إذا كان الأفراد قادرين على الحفاظ على ممتلكاتهم الخاصة. أولئك الذين عارضوا لينين وأرادوا الاستمرار في نمط الإنتاج الاشتراكي نحو الاشتراكية الكاملة ولم يوافقوا على المبادئ التوجيهية الصارمة لعضويته في الحزب أصبحوا معروفين باسم «الحمائم أو المتساهلين» بينما أصبح مؤيدو لينين معروفين باسم «الصقور أو المتشددين».
يمكن أن يُعزى بعض الشقاق إلى إيمان لينين الراسخ برأيه الخاص وما وصفه في ليخانوف بأنه عجز لينين عن «تحمل الآراء التي تتعارض مع آرائه» والولاء لمدينة اليوتوبيا التي تصورها بنفسه. كان يُنظر إلى لينين حتى من قبل أعضاء الحزب على أنه ضيق الأفق وغير قادر على قبول النقد لدرجة أنه يعتقد أن أي شخص لا يتبعه هو عدوه. قارن تروتسكي، أحد زملاء لينين الثوريين في عام 1904 لينين بالثوري الفرنسي ماكسيميليان روبسبير.

### أصل كلمة البلشفية والمنشفية
كان الفصيلان من حزب العمل الاشتراكي الديمقراطي الروسي (RSDLP) يُعرفان في الأصل باسم الصقور (أنصار لينين) والحمائم (أنصار مارتوف). في تصويت الكونغرس الثاني، فاز فصيل لينين بأغلبية الأصوات على معظم القضايا المهمة، وسرعان ما أصبح يعرف باسم البلاشفة، من كلمة «الأغلبية» الروسية. وبالمثل، أصبحت جماعة مارتوف تُعرف باسم المناشفة، من كلمة «الأقلية». ومع ذلك، فاز أنصار مارتوف في التصويت فيما يتعلق بمسألة عضوية الحزب، ولم يكن لدى لينين ولا مارتوف أغلبية ثابتة في جميع المؤتمر؛ بسبب تغير مواقف البعض أو مغادرتهم المجلس. في النهاية، انقسم الكونغرس بالتساوي بين الفصيلين.
منذ عام 1907 فصاعدًا، استخدمت المقالات باللغة الإنجليزية أحيانًا مصطلح «Maximalist» لكلمة «بلشفي» و«Minimalist» لكلمة «منشفي»، والذي ثبت أنه مربك نظرًا لوجود فصيل «متطرف» داخل الحزب الثوري الاشتراكي الروسي في الفترة بين عامَي 1904-1906 (والذي، بعد عام 1906، شكل اتحادًا منفصلًا للاشتراكيين الثوريين المتطرفين) ثم مرة أخرى بعد عام 1917.
أصبح البلاشفة في نهاية المطاف الحزب الشيوعي للاتحاد السوفيتي. وصل البلاشفة، أو الجيش الأحمر، إلى السلطة في روسيا خلال مرحلة ثورة أكتوبر من الثورة الروسية عام 1917، وأسسوا جمهورية روسيا الاتحادية الاشتراكية السوفياتية (RSFSR). مع هزيمة الحمر للبيض وآخرين خلال الحرب الأهلية الروسية بين عامَي 1917 و1922، أصبحت روسيا الاتحادية الاشتراكية السوفياتية المكون الرئيسي للاتحاد السوفيتي (اتحاد الجمهوريات الاشتراكية السوفياتية) في ديسمبر 1922.